# House of Catalunya
La House of Catalunya situada a la Valletta (Malta) és la seu del Ministeri d'Economia del Govern maltès.
Originalment constava de tres cases barroques construïdes en 1692-1694 a costa de la Llengua d'Aragó per albergar els cavallers del Priorat de Catalunya. Una part del terreny sobre el qual es va construir havia estat adquirit ja el 20 de setembre de 1569 pel cavallers Antic de Cabrera i Martí de Llúria actuant en nom i representació de la Llengua d'Aragó. La resta de la terra per donar cabuda al Priorat de Catalunya va ser comprada el 1692 durant el gran mestratge del francès Adrien de Wignacourt. Quan es va completar, les tres càmeres del Priorat de Catalunya van quedar separades de l'Alberg d'Aragó del segle xvi per un carrer estret.